# Hosea Kutako International Airport

i7
i11
i13
Der Hosea Kutako International Airport (deutsch Internationaler Flughafen Hosea Kutako, afrikaans Hosea Kutako Internasionale Lughawe, kurz HKIA, IATA-Code: WDH, ICAO-Code: FYWH) liegt etwa 41 Kilometer östlich der namibischen Hauptstadt Windhoek und ist seit 1985 deren internationaler Verkehrsflughafen sowie größter Verkehrsflughafen des Landes. Obwohl er ursprünglich nur für 250.000 Passagiere pro Jahr konzipiert wurde (seit dem Ausbau 2021 etwa 500.000), wurden 2018 über eine Million Reisende abgefertigt.
Er wird von der Namibia Airports Company (NAC) betrieben.

## Geschichte
Der Flughafen wurde im Jahr 1964 als Windhoek J. G. Strijdom Airport eröffnet. Namenspatron war der ehemalige südafrikanische Premierminister Johannes Gerhardus Strijdom. Seit 1990 ist der Flughafen nach dem Herero-Führer Hosea Kutako benannt. 1985 wurde das heutige Terminalgebäude eingeweiht.
Ein weitreichender Ausbau und Sanierung für insgesamt 6,8 Milliarden Namibia-Dollar wurden im Dezember 2015 angekündigt. Diese sollten folgende Erweiterungen und Erneuerungen umfassen:
- Neue Start- und Landebahn
- Neuer zweistöckiger Terminal mit Fluggastbrücken
- Sanierung des bestehenden Terminals für nationale Flüge
- Neuer Tower
- Neue Parkplätze
- Neue Feuerwache

Die Arbeiten sollten vom chinesischen Unternehmen Anhui Foreign Economic Construction Corporation durchgeführt werden. Präsident Hage Geingob zog den Auftrag am 22. Dezember 2015 aufgrund von Unregelmäßigkeiten jedoch wieder zurück. Der neue Vorstand der Namibia Airports Company (NAC) bestätigte im Juni 2017, dass man die Planungen aus dem Jahr 2015 nicht fortführe. Man wolle aber das Fluggasterlebnis bis April 2018 verbessern und sicherheitsrelevante Bauarbeiten binnen fünf Jahren vornehmen.
Am 29. Mai 2018 gab die NAC bekannt, dass binnen neun Monaten der Flughafen erweitert werden solle. Dies beträfe vor allem bauliche Maßnahmen am Check-In, der Gepäckabwicklung sowie den Sicherheitskontrollen. Die Baumaßnahmen sollten 19 Millionen US-Dollar kosten. Das mittelfristige Ziel, jährlich 2 Millionen Passagiere abzufertigen, wurde beibehalten. Die Kosten wurden mit 245 Millionen Namibia-Dollar beziffert. Die Fertigstellung war für Oktober desselben Jahres geplant.
Der Ausbau begann schlussendlich im September 2019. Die Bauarbeiten verzögerten sich aufgrund der Covid-19-Pandemie. Die Fertigstellung war für März 2021 geplant und erfolgte Ende September 2021. Neben der Renovierung des bestehenden Terminals (nun für internationale Flüge) und des ehemaligen VIP-Terminals (nun für nationale und VIP-Flüge), wurden Ausbaumaßnahmen am Check-In, den Gepäckbändern und Sicherheits- sowie Passkontrollen durchgeführt.
Die Pläne für den weiteren Ausbau, darunter eine Sanierung und Erweiterung des VIP-Terminals (Terminal 1), die Erweiterung des Vorfelds und der Bau von Terminal 3, wurde im Juli 2023 bestätigt. 118 Millionen Namibia-Dollar für die Maßnahmen am VIP-Bereich und dem Vorfeld wurden bis 2025 zugesagt. Die Finanzierung des neuen Terminals steht indes noch aus.

## Infrastruktur
Der Flughafen verfügt über ein in Betrieb befindliches Passagierterminal, ein ehemaliges Passagierterminal (heute nur Abfertigung von V.I.P.s) sowie über ein Cargoterminal und zwei Landebahnen, von denen eine internationalen Richtlinien entspricht (08/26). Mitte 2009 wurde die Infrastruktur durch ein modernes Radarsystem erweitert. Das Radar und die Überwachungszentrale beim Flughafen Eros machen eine lückenlose Überwachung des namibischen Luftraums möglich. Die Gesamtinvestition betrug N$ 240 Millionen. Zudem wurden die Start- und Landebahnen ab Oktober 2009 saniert. Seit März 2020 wird eine neue Verbindungsstraße nach Windhoek gebaut, welche 2024 fertiggestellt werden soll.[veraltet]
Auf dem Flughafengelände haben sich einige internationale Autovermietungen angesiedelt. Außerdem gibt es Geldautomaten, internationale Telefon- und Faxeinrichtungen, Restaurants und Bars sowie Duty-free Einrichtungen und Geldwechselstuben. Mit der Stadt Windhoek ist der Flughafen durch Bus- und Taxibetrieb verbunden.
Für das Ground handling ist seit 2014 die britische Menzies Aviation verantwortlich. Zum 1. Juli 2022 sollte diese Aufgabe von der namibischen Paragon Group in einem Joint Venture mit Ethiopian Airlines übernommen werden. Menzies hatte die Vergabe des Auftrags vor Gericht angefochten, weil es Verfahrensfehler gegeben haben soll und weil das Joint Venture mangels Ausrüstung nicht in der Lage sei den Auftrag zu erfüllen. Am 29. Juni 2022 wurde einem Eilantrag der Betreibergesellschaft stattgegeben, nach welchem Menzies alle Anlagen zu übergeben habe. Menzies legte dagegen Widerspruch ein und führte die Arbeiten weiter aus, bis über diesen entschieden ist. Am 11. August 2022 lehnte der High Court den Widerspruch ab und ordnete an, dass Menzies die Geschäfte an Paragon zu übergeben habe.

## Fluggesellschaften und Verbindungen

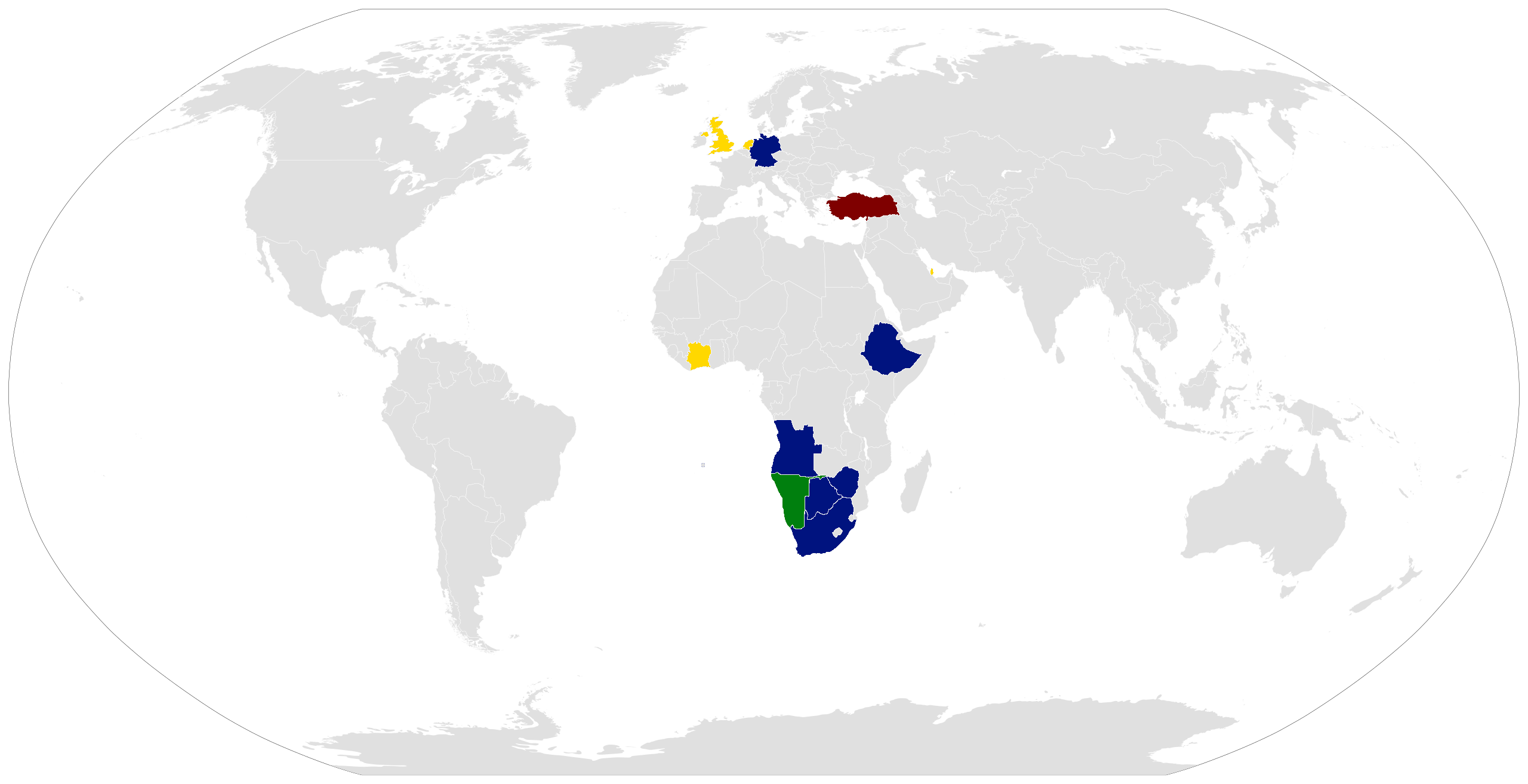
Länder von denen eine Direktverbindung zum HKIA besteht, geplant ist (in rot) und ehemalige (in gelb) (Stand Februar 2025)

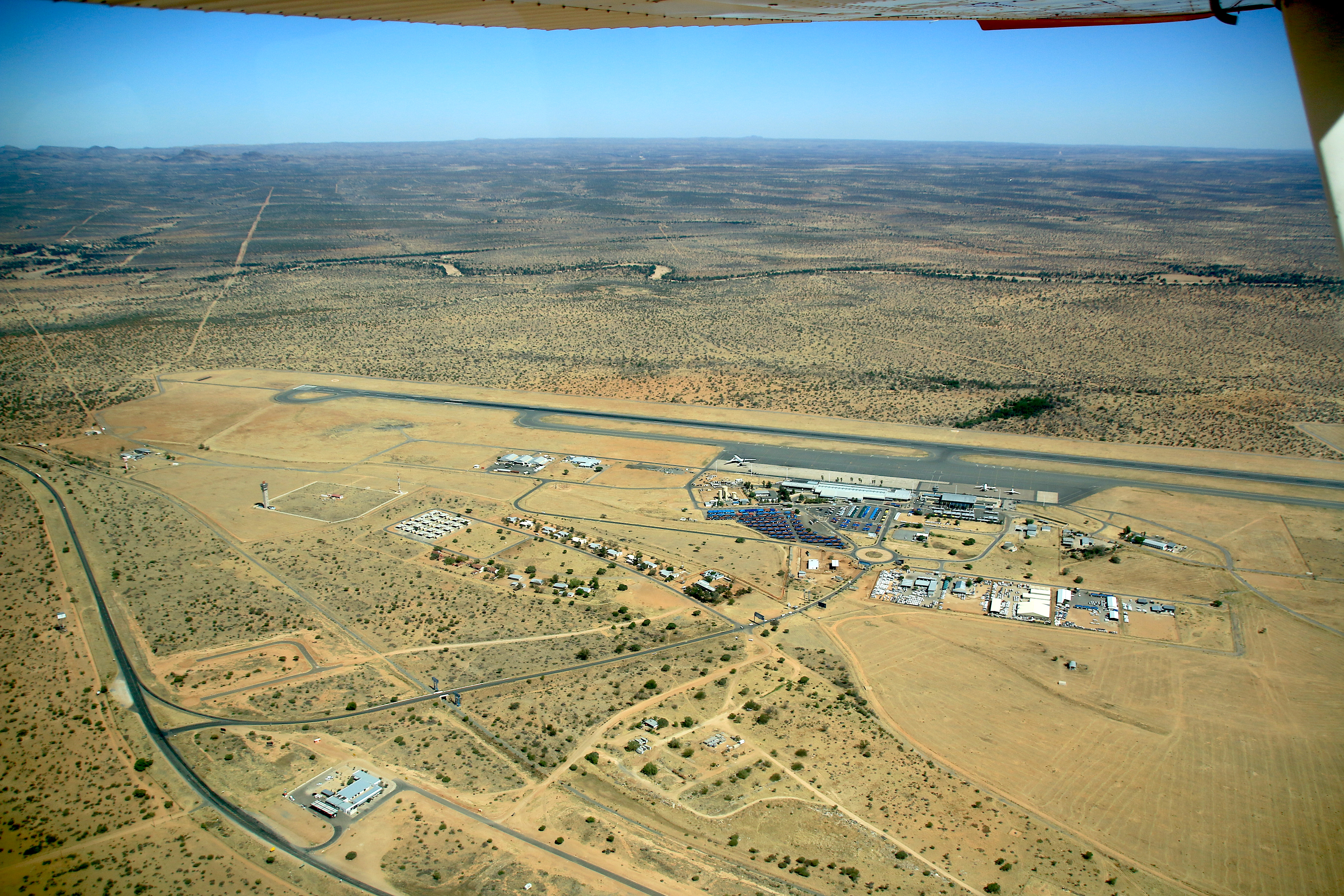
Flughafen aus der Luft; Blick Richtung Nordwesten

Der Flughafen ist eine der beiden Heimatbasen der namibischen Fluggesellschaft FlyNamibia, die Verbindungen im Inland sowie nach Südafrika, Botswana und Simbabwe bedient. Bis zur Insolvenz der staatlichen Fluggesellschaft Air Namibia Anfang 2021 war der Flughafen auch ihre Heimatbasis. Air Namibia flog Ziele in Europa und dem südlichen und westlichen Afrika an.
Im Juni 025 wurden Ziele im Inland sowie in Angola, Äthiopien, Botswana, Deutschland und Südafrika angeflogen. Weitere Routen in die Vereinigten Arabischen Emirate, Katar, Niederlande, Schweiz, Türkei sowie das Vereinigte Königreich werden seit 2022 evaluiert.

## Statistiken
2018 wurden am HKIA erstmals mehr als eine Million Passagiere abgefertigt. Die beim Bau 1985 zugrunde gelegte Kapazität betrug nur 250.000 Passagiere pro Jahr.
| Jahr | Flugbewegungen | Passagiere  |
| ---- | -------------- | ----------- |
| 2003 | 6245           | 251.715     |
| 2004 | 6823 ▲         | 258.301 ▲   |
| 2005 | 14.259 ▲       | 564.310 ▲   |
| 2006 | 14.822 ▲       | 637.247 ▲   |
| 2007 | 16.329 ▲       | 693.671 ▲   |
| 2008 | 17.049 ▲       | 715.511 ▲   |
| 2009 | 15.590 ▼       | 681.317 ▼   |
| 2010 | 14.978 ▼       | 681.817 ▲   |
| 2011 | 15.052 ▲       | 746.457 ▲   |
| 2012 | 17.514 ▲       | 815.087 ▲   |
| 2013 | 13.687 ▼       | 765.657 ▼   |
| 2014 | 14.371 ▲       | 794.780 ▲   |
| 2015 | 14.940 ▲       | 773.721 ▼   |
| 2016 | 14.563 ▼       | 809.442 ▲   |
| 2017 | 17.306 ▲       | 938.499 ▲   |
| 2018 | 18.110 ▲       | 1.037.794 ▲ |
| 2019 | 16.724 ▼       | 940.284 ▼   |
| 2020 | 4.955 ▼        | 198.350 ▼   |
| 2021 | 6.808 ▲        | 253.711 ▲   |
| 2022 | 11.392 ▲       | 594.878 ▲   |
| 2023 | 14.507 ▲       | 796.159 ▲   |

Quelle: Airport Statistics. Namibia Airports Company, Februar 2024.

## Zwischenfälle
- Am 20. April 1968 stürzte eine Boeing 707-344C der South African Airways (Luftfahrzeugkennzeichen ZS-EUW) kurz nach dem Start vom Flughafen Windhoek-J. G. Strijdom auf dem Flug nach Luanda ab. Von den 128 an Bord befindlichen Personen starben 123. Die Maschine war nicht mit den eigentlich zu dieser Zeit schon zwingend vorgeschriebenen Flugschreibern und Stimmrekordern ausgerüstet, sodass sich die Flugunfalluntersuchung schwierig gestaltete. Die Absturzursache wurde letztlich auf Pilotenfehler zurückgeführt (siehe auch South-African-Airways-Flug 228).[26]

- Am 17. November 2010 wurde auf dem Flughafen eine Bombenattrappe gefunden. Zwei Tage später nahm die namibische Polizei in diesem Zusammenhang einen ihrer dort eingesetzten Beamten als Verdächtigen fest.[27][28] Die Attrappe stammte von einem kalifornischen Kleinunternehmen, das Bombenattrappen für Sicherheitstests herstellt. Die namibische Polizei fand das Stück bei einer Routineuntersuchung von Gepäck.[29] Es trug kein Etikett, sodass zunächst unklar war, ob und wohin es geflogen werden sollte.[30]

### Brandschutz
Der Flughafen wurde von der ICAO am 23. Juli 2014 aufgrund mangelnden Brandschutzes von der ICAO-Brandschutzkategorie 9 auf 5 zurückgestuft. Dieses hatte zur Folge, dass der Langstreckentyp Airbus A330-200 der Air Namibia dort nicht mehr starten und landen durfte. Für zwei Tage wurde der Langstreckenbetrieb deshalb über den Flughafen Gaborone in Botswana abgewickelt. Durch eine Sondergenehmigung des zuständigen Ministeriums für Öffentliche Arbeiten und Verkehr konnten direkte Flüge am 24. Juli 2014 wieder aufgenommen werden. Die Flughafengesellschaft kündigte gleichzeitig den Erwerb zahlreicher neuer Feuerwehrwagen an. Am 30. Juli 2014 wurde von der ICAO die Möglichkeit von Sondergenehmigungen abgelehnt und der Flughafen erneut gesperrt. Air Namibia hatte die Abwicklung über den Flughafen Lusaka bis Mitte August angekündigt.
Im August 2018 wurde eine erneut drohende Herabstufung des Flughafens öffentlich gemacht, die aber auf einem Missverständnis beruhte.

## Galerie

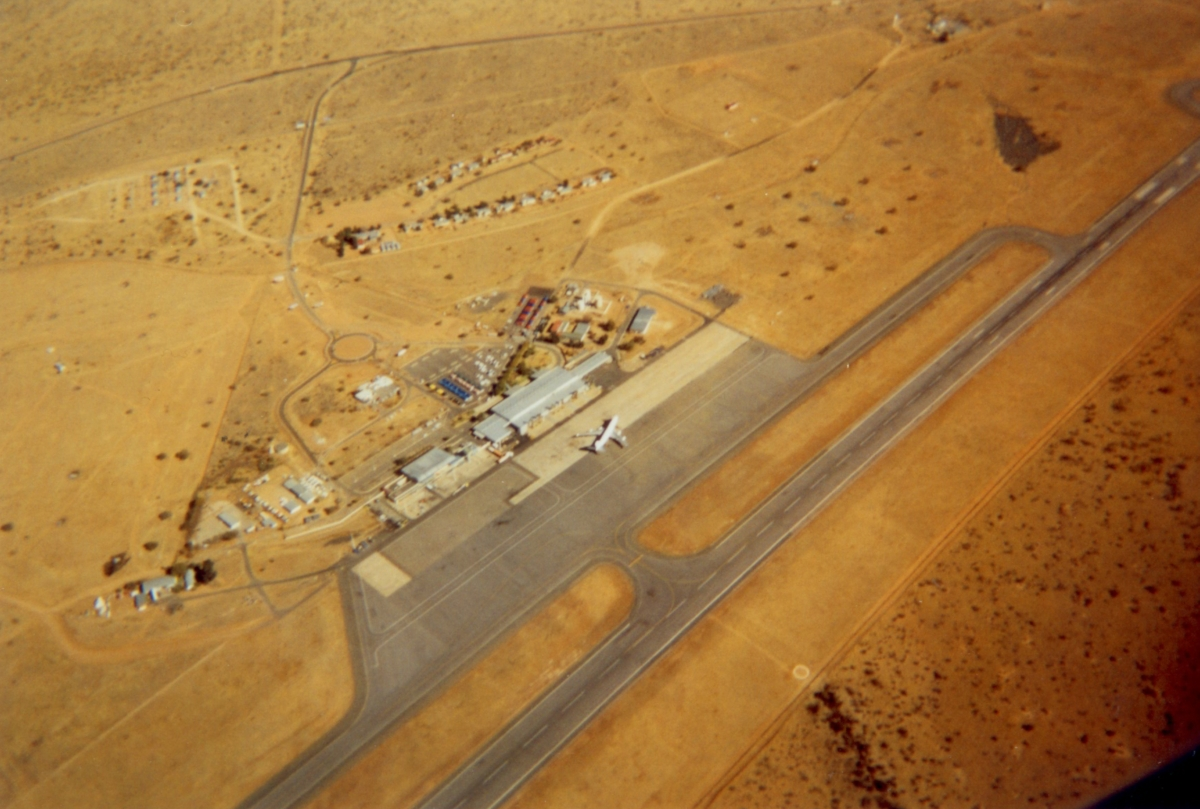
Luftaufnahme des Flughafens
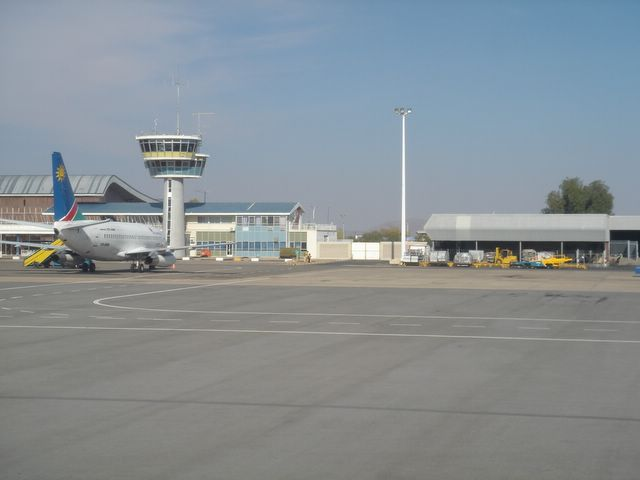
Terminal, Tower (links) und Cargobereich (rechts) (vor dem Ausbau)
Frontansicht des Terminals (vor dem Ausbau)
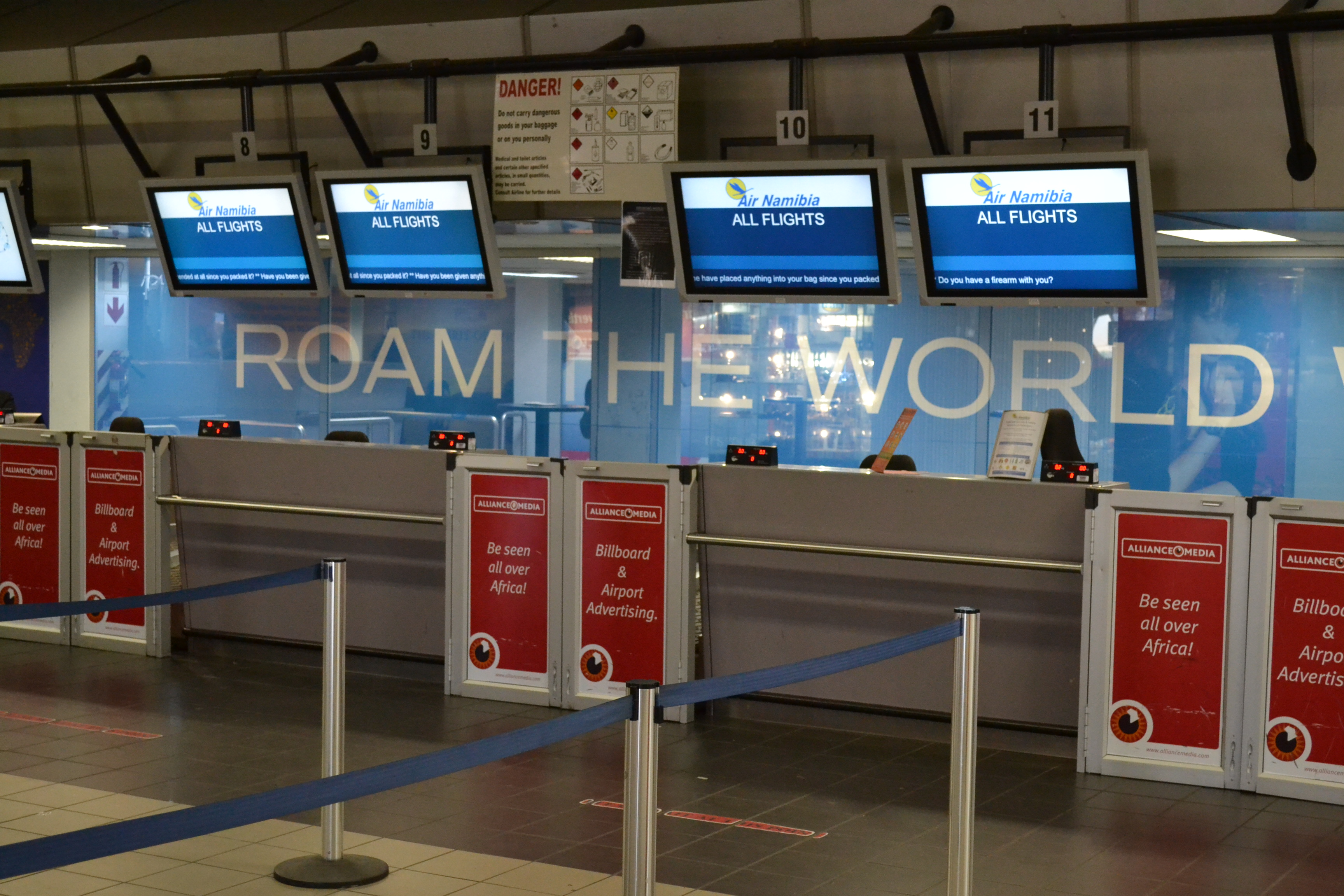
Check-In-Bereich im Terminal (vor dem Ausbau)
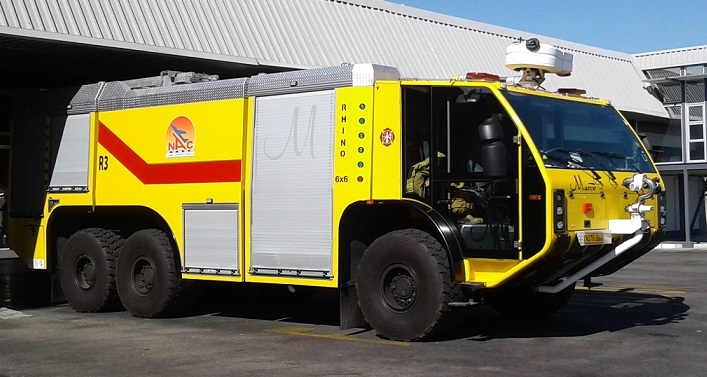
Fahrzeug der Flughafenfeuerwehr
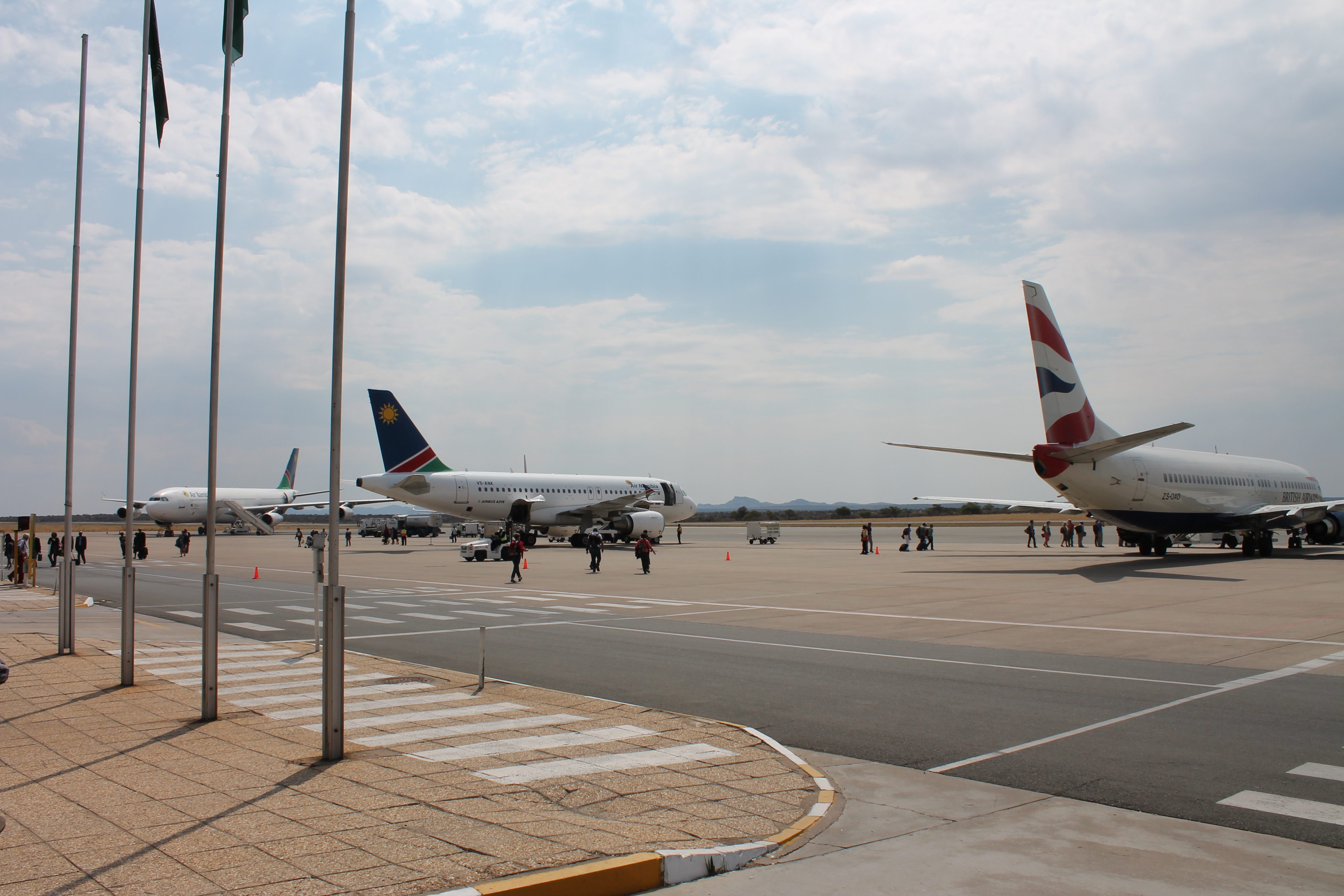
Rollfeld
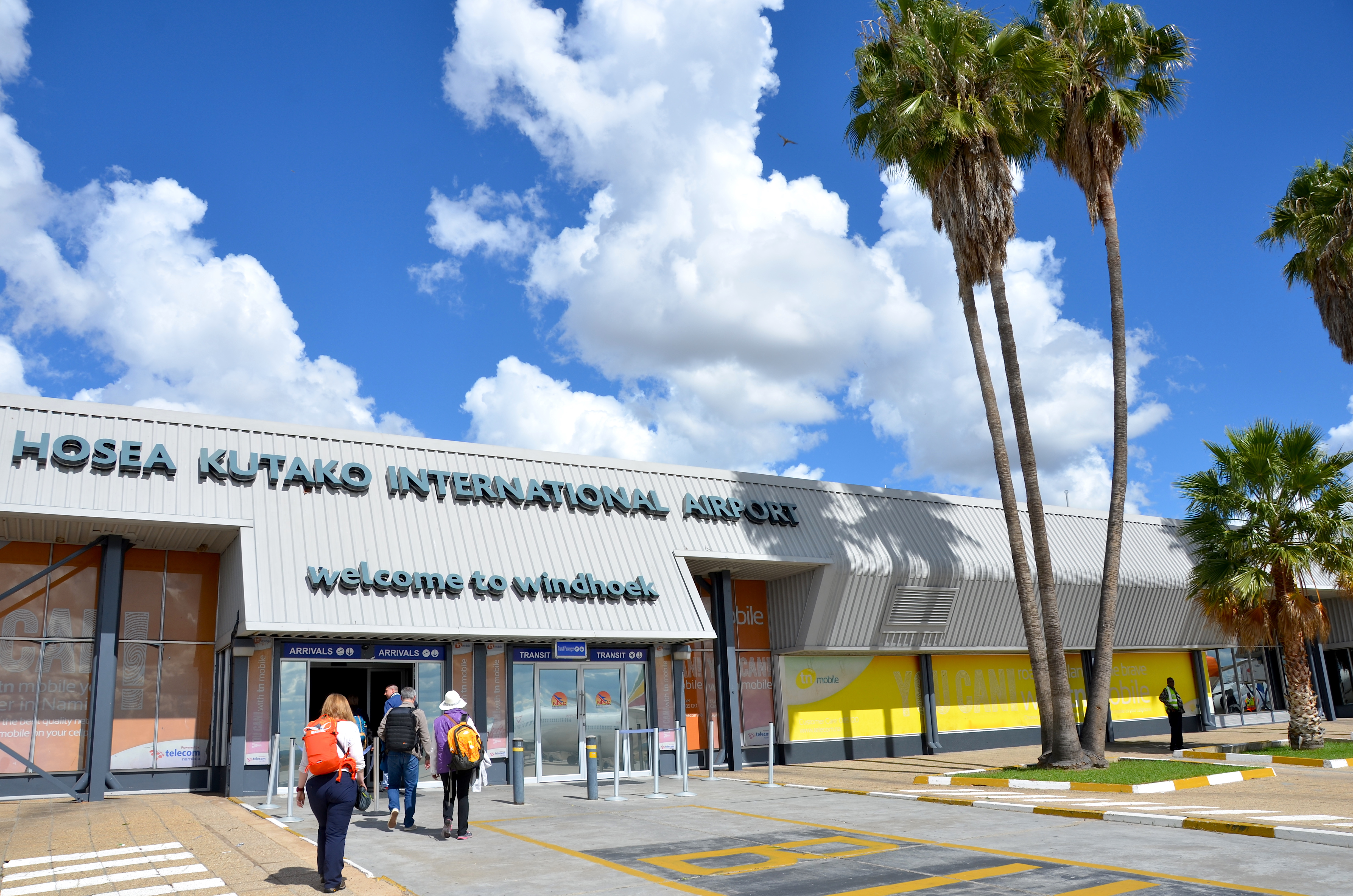
Eingang für einreisende Passagiere (vor dem Ausbau)